# تلفزيون توركمن ايلي
تلفزيون توركمن ايلي (بالتركية: Türkmeneli TV)‏ هو محطة تلفزيونية في العراق تُعنى بمصالح المجتمع التركماني العراقي. وهي متاحة على قمرين صناعيين: تركسات و‌نايل سات، وتبث باللغتين التركية و‌العربية. القناة تنتج برامج متنوعة مثل الأخبار وأفلام وثائقية عن تاريخ التركمان العراقي (وخصوصا التاريخ العثماني) واللغة والسياسة والموسيقى.
وقد بدأ تلفزيون توركمن ايلي، ومقره في كركوك، بثه التجريبي في أبريل 2004 وبثه الفعلي في يوليو 2004. بحلول عام 2010، افتتحت المحطة استديو آخر في بغداد.
وفي عام 2008، وقّع تلفزيون توركمن ايلي بروتوكولاً مع المؤسسة التركية للاذاعة والتلفزيون يسمح للمحطة ببث مسلسلات وبرامج موسيقية من TRT. وعلاوة على ذلك، وقّع تلفزيون توركمن ايلي أيضا اتفاقات مع قنوات تركية أخرى، مثل TGRT وATV، ومؤسسة بيرق الإذاعة والتلفزيون في شمال قبرص لتبادل الأفلام الوثائقية.
اعتبارا من عام 2012، لدى تلفزيون توركمن إيلي أستوديوهات في كركوك وبغداد في العراق، وفي أنقرة في تركيا. ترددها 11372-27500-عمودي

## وصلات خارجية
- الموقع الرسمي